# Pečovská Nová Ves
Pečovská Nová Ves és un poble i municipi d'Eslovàquia. Es troba a la regió de Prešov, al nord del país.

## Història
La primera referència escrita de la vila data del 1248.

## Demografia
| Godina             | 1994 | 2004   | 2014    | 2024   |
| ------------------ | ---- | ------ | ------- | ------ |
| Nombre de persones | 2122 | 2264   | 2677    | 2903   |
| Diferència         |      | +6,69% | +18,24% | +8,44% |

| Godina             | 2023 | 2024   |
| ------------------ | ---- | ------ |
| Nombre de persones | 2875 | 2903   |
| Diferència         |      | +0,97% |